# ジョン・マーシャル (原子力潜水艦)
|          |                                                |
| 艦歴     |                                                |
| 発注     | 1959年7月1日                                   |
| 起工     | 1960年4月4日                                   |
| 進水     | 1961年7月15日                                  |
| 就役     | 1962年5月21日                                  |
| 退役     | 1992年7月22日                                  |
| その後   | 原子力艦再利用プログラム                       |
| 除籍     |                                                |
| 性能諸元 |                                                |
| 排水量   | 水上 6,900トン、水中 7,900トン                 |
| 全長     | 410 ft 5 in (125.1 m)                          |
| 全幅     | 33 ft (10.0 m)                                 |
| 吃水     | 30 ft 9 in (9.4 m)                             |
| 機関     | 原子力ギアード・タービン                       |
| 主機関   | GE S5W原子炉 1基                               |
| 最大速   | 水上16ノット、水中21ノット                     |
| 乗員     | 各班士官10名、兵員100名                        |
| 兵装     | 21インチ魚雷発射管4基 ポラリス弾道ミサイル16発 |

ジョン・マーシャル (USS John Marshall, SSBN/SSN-611) は、アメリカ海軍のイーサン・アレン級原子力潜水艦の4番艦。艦名はジョン・マーシャルにちなんで命名された。

## 艦歴
ジョン・マーシャルは1960年4月4日にバージニア州ニューポート・ニューズのニューポート・ニューズ造船所で起工した。1961年7月15日にエセル・スカケル・ケネディ（ロバート・ケネディ司法長官の妻）によって命名、進水し、1962年5月21日にブルー班艦長ロバート・W・シュテッヒャー中佐、ゴールド班艦長ロバート・D・ドナヴァン中佐の指揮下就役する。
ジョン・マーシャルは1962年4月8日に海上公試を始めた。1962年5月21日に大西洋艦隊第14潜水戦隊に合流する。その10日後に整調巡航を始め、7月12日のフロリダ州ケープカナベラルにおけるポラリスA-2ミサイル2基の発射成功で最高点に達した。1962年12月31日、最初の戦略抑止哨戒に出航する。哨戒はブルー班が担当し、ジョン・マーシャルはアメリカ海軍9隻目の弾道ミサイル潜水艦としての活動を始めた。
1963年4月4日から1966年11月30日まで、ブルー班およびゴールド班はスコットランドのホーリー・ロッホを拠点として合計17回の抑止哨戒を完了した。
1966年12月13日、ジョン・マーシャルはニューポート・ニューズ造船所で最初の拡張オーバーホールを開始した。作業は1968年4月に完了、オーバーホール後調整の後サウスカロライナ州チャールストンでミサイルを搭載、1968年9月に18回目の抑止哨戒を開始した。19回目から25回目の哨戒はホーリー・ロッホを拠点として1968年10月から1970年6月まで行われた。1970年6月、ジョン・マーシャルは第16潜水戦隊に加わり、スペインのロタを拠点として活動を始める。
26回目から37回目の哨戒はロタを拠点として行われた。1971年3月の艦隊弾道ミサイルシステムの有効性および信頼性を実証した功績により、ジョン・マーシャルは最初の殊勲部隊章を受章した。1973年6月、コネチカット州ニューロンドンに帰還し、乗員の家族を乗せた巡航の後、チャールストンを拠点として2度の哨戒を行った。
1974年11月1日、ジョン・マーシャルはメア・アイランド海軍工廠で2度目の燃料補給オーバーホールを始めた。このオーバーホールの間に艦のミサイルシステムはポラリスA-3ミサイルを運用できるように改修が行われた。作業は1976年5月に完了し、ジョン・マーシャルは第15潜水戦隊の1隻として1977年2月に哨戒を始めた。40回目から54回目の哨戒はグアムのアプラ港を拠点として行われ、最後の哨戒は1980年12月28日、ハワイ州真珠湾への到着で締めくくられた。
1981年1月12日、ジョン・マーシャルは船体番号 SSN-611 を与えられ、攻撃型潜水艦として真珠湾を拠点としての作戦活動を始めた。最後のポラリスミサイルは1981年6月1日にワシントン州バンゴールで撤去された。ジョン・マーシャルは1981年7月20日にチャールストンに到着し、第4潜水戦隊の1隻として活動を始めた。1981年12月28日に地中海への最初の配備に向けて出航した。配備ではいくつかの大規模艦隊演習およびイタリアのラ・マッダレーナ、モロッコのタンジール、ポルトガルのリスボンへの訪問も含まれた。その後、就役からちょうど20年目の1982年5月21日にチャールストンに帰還した。
1983年9月、ジョン・マーシャルは再び太平洋艦隊に戻り、3度目のオーバーホールを始めるため9月29日にピュージェット・サウンド海軍工廠に入渠した。オーバーホールでは水中作戦部隊の運搬が行えるようにドライデッキシェルターの装備が行われた。オーバーホール後の海上公試は1985年9月に行われ、ジョン・マーシャルは1985年11月にバージニア州ノーフォークで第6潜水戦隊に合流した。
1986年12月15日、ジョン・マーシャルは2度目の地中海配備に向かった。配備ではいくつかの演習および、ドライデッキシェルターを装備した艦の特別能力のデモンストレーション、フランスのトゥーロンおよびイタリアのラ・マッダレーナへの訪問が含まれた。艦は1987年5月29日にノーフォークに帰還した。1987年9月、プエルトリコ近海で海軍特殊戦グループ2と共に特殊任務のデモンストレーションを行う。1988年は空母戦闘集団との演習、特殊音響公試およびドライデッキシェルターを使った作戦活動で占められた。
1988年10月25日、ジョン・マーシャルはプエルトリコで1,000回目の潜水を達成した。
空母戦闘集団および他の潜水艦と様々な演習を行った後、1989年5月1日にジョン・マーシャルは3度目の地中海配備に向けて出航した。ドライデッキシェルターを装備した艦が海外に展開したのはこれが初めてであり、艦隊に特別任務のための柔軟性と持久性を提供した。大西洋、地中海で最大の特別分遣隊が乗艦し、ジョン・マーシャルはノーフォークを出航、1989年の配備における功績で殊勲部隊章を受章した。艦は1989年9月にノーフォークへ帰還した。
ジョン・マーシャルは1990年にカリブ海で3つの特別演習に参加し、その中には潜水艦敷設移動機雷の敷設実験の成功も含まれた。
1991年1月26日、ジョン・マーシャルは最終となる4回目の地中海配備に向けてノーフォークを出航した。再び2基のドライデッキシェルターを装備し、「砂漠の嵐作戦」を支援、第6艦隊に特殊任務能力を提供した。艦はフランスのツーロン、ジブラルタル、イタリアのラ・マッダレーナを訪問し、1991年6月22日にノーフォークに帰還した。
1991年9月、ジョン・マーシャルは第二次世界大戦以来最大の潜水艦特別演習における旗艦任務を果たした。191名が乗艦し、その中には3名の将官、Navy SEALsおよび陸軍特殊部隊が含まれ、演習「Phantom Shadow」において共同特別作戦を実施した。
ジョン・マーシャルは1992年前半に太平洋を通過、ピュージェット・サウンド海軍工廠での不活性化プロセスを開始し、1992年7月22日に退役、除籍された。その後1993年3月29日に原子力艦再利用プログラムに従って廃棄された。
ジョン・マーシャルの艦内時鐘はハンティントンのマーシャル大学に展示されている。